# イエロニム・ウボレヴィッチ
イエロニム・ペトロヴィチ・ウボレヴィッチ（ロシア語: Иероним Петрович Уборевич、1896年1月14日 - 1937年6月12日）は、ソビエト連邦の軍人、政治家。一等軍司令官。赤軍大粛清の犠牲者。リトアニア人で、元の名はイェロニマス・ウボレヴィチウス（リトアニア語: Jeronimas Uborevičius）。

## 経歴
コヴノ県アンタンドリユス村の農民の家庭に生まれる。ペテルブルク工業大学で学び、1915年、コンスタンチン砲兵学校を卒業。陸軍少尉として第一次世界大戦に従軍。
1917年3月、ロシア社会民主労働党（ボリシェヴィキ派）に入党。十月革命後、ベッサラビアの赤衛隊の組織者の1人となり、1917年12月、革命労農連隊長に選出。1918年1月～2月、ルーマニア軍及びオーストリア・ハンガリー軍と戦闘し捕虜となるが、8月に脱走。その後、独立コトラス榴弾砲中隊を指揮し、砲兵教官、ドヴィナ旅団長を経て、1918年12月から第18師団長となり、敵のヴォログダ進出を阻止した。1919年10月から第14軍を指揮し、オリョール及びクロム郊外で白軍を撃破し、クルスク、ハリコフ、ポルタヴァ、ヘルソン、ニコラエフ、オデッサの解放に参加した。1920年3月～4月、第9軍を指揮し、北カフカースのエカテリノダール（クラスノダール）とノヴォロシースク地区で白軍を撃破した。1920年5月～7月、11月～12月、南西戦線の第14軍、7月～11月、南部戦線の第13軍を指揮し、ウランゲリ将軍の部隊と交戦した。
1921年1月～4月、ウクライナ・クリミア軍司令官補佐官。タンボフ県でアントーノフ農民蜂起が発生した後、ミハイル・トゥハチェフスキーの副官となり、蜂起を鎮圧。1921年夏、N.マフノとS.ブラク＝ブラホヴィッチの反乱鎮圧のため白ロシアに派遣。1921年8月～1922年8月、第5軍司令官、東シベリア軍管区司令官。1922年8月～11月、極東共和国の軍事相兼人民革命軍総司令官、全連邦共産党（ボリシェヴィキ党）中央委員会極東局員。1922年、沿海作戦を遂行し、スパスクを奪取し、極東の白軍残余勢力を掃討した。1924年からウラル軍管区副司令官兼参謀長。1925年から北カフカーズ軍管区司令官、1928年からモスクワ軍管区司令官。
1926年からソ連革命軍事会議議員、1930年～1931年、同会議副議長。1930年～1937年、党中央委員会委員候補。1930年～1931年、労農赤軍兵器部長。1931年6月から白ロシア軍管区司令官。1934年からソ連国防人民委員部軍事会議議員を兼任。1937年5月20日、中央アジア軍管区司令官に任命。
1937年5月29日、いわゆる「労農赤軍における軍事ファシストの陰謀」への関与の嫌疑で、トゥハチェフスキー、ヤキール、コルク、エイデマン、フェリドマン、プリマコフ、プトナ等と共に逮捕。同年6月11日、ウリリフ、ブリュヘル、ブジョーンヌイ、アルクスニス、シャポシニコフ、ベーロフ、ドゥイベンコ、カシーリンから成るソ連最高裁判所特別法廷は、彼らに死刑を言い渡した。死刑は翌日に執行された。
1957年、名誉回復。